# Formule V8 3.5
La Formule V8 3.5, anciennement les World Series by Nissan de 1998 à 2004 et les Formula Renault 3.5 Series de 2005 à 2015, était un championnat de course automobile sur circuit promu par Renault Sport (2005-2015) et par RPM Racing (1998–2004, 2016-2017).
Considéré comme un des championnats d'antichambre de la Formule 1, ce championnat est principalement disputé en Europe.

## Histoire
Le premier championnat de Formule Renault 3,5 litres est la Formula Renault V6 Eurocup (en), créé par Renault pour intégrer le Super Racing Weekends Eurosport dans lequel figure l'ETCC et le championnat FIA GT. Cette série, exploitant des Tatuus-Renault V4Y RS 3,5 L, n'a connu que deux années d'existence, en 2003 et 2004.
En 2005 apparaissent les World Series by Renault après fusion des World Series by Nissan et de l'Eurocup Formula Renault V6. La nouvelle série appelée « Formula Renault 3.5 Series », intégrée aux World Series by Renault, se dispute en Europe et utilise des Dallara-Renault. Michelin est le fournisseur unique de pneumatiques.
La Formula V6 Asia Renault (en) est créée en 2006 et prend fin en 2009. Elle se déroule sur le continent asiatique lors des week-ends de l'Asian Festival of Speed qui regroupe également les FIA Asian Touring Car Series, les Formule BMW Asia Series et Porsche Carrera Cup Asia Series. Elle est renommée Formula V6 Asia la saison suivante. Elle exploite les mêmes Tatuus-Renault V4Y RS 3,5 L que l'Eurocup Formula Renault V6.
La Formula Renault 3.5 Series, discipline reine des World Series by Renault, met aux prises des voitures d'un niveau de performance se situant au niveau des GP2 Series, il s'agit d'une antichambre de la Formule 1. À partir de 2012, le châssis utilisé est conçu par Dallara, alors que le moteur est un Zytek-Renault 3,4 L de 530 ch à 9 500 tr/min de régime maximum. Le poids de la voiture est de 613 kg à vide. Michelin reste le fournisseur unique de pneumatiques. Le vainqueur se voit offrir un test au volant d'une Red Bull.
Après onze saisons organisées par Renault Sport, qui quitte le championnat, la discipline prend le nom de Formule V8 3.5. L'organisateur a annoncé fin 2017 que la saison 2018 n'aurait pas lieu,.

## Organisation des courses

### Format des courses
Il y a deux courses par week-end (sauf exception), elles durent 44 minutes + 1 tour.

### Attribution des points
| Position | 1er | 2e | 3e | 4e | 5e | 6e | 7e | 8e | 9e | 10e |
| -------- | --- | -- | -- | -- | -- | -- | -- | -- | -- | --- |
| Points   | 25  | 18 | 15 | 12 | 10 | 8  | 6  | 4  | 2  | 1   |

Le système de points en 2012 est le système universel FIA, c'est-à-dire le même qu'en Formule 1. Il est appliqué sur les deux courses.

## Voiture
À partir de 2012, les monoplaces utilisées sont des Dallara-Zytek. Il s'agit d'une formule monotype, les pilotes ont donc tous la même voiture.
| Paramètres                     | Données                                               |
| Châssis                        | Châssis                                               |
| ------------------------------ | ----------------------------------------------------- |
| Type                           | Monocoque carbone Dallara GMP porteur                 |
| Carrosserie                    |                                                       |
| Matériau                       | Carbone                                               |
| Éléments aérodynamiques        | Ailerons avant et arrière Déflecteurs Diffuseur       |
| Moteur                         |                                                       |
| Position                       | Centrale arrière                                      |
| Modèle                         | Zytek 3,5 litres de 530 chevaux                       |
| Alésage x course               | 95,5 x 81,4 mm                                        |
| Alimentation/Allumage          | Magneti Marelli Marvel 6R                             |
| Puissance maximale             | 530 chevaux                                           |
| Couple maximal                 | 440 N m à 7 000 tr/min                                |
| Régime maximal                 | 9 500 tr/min                                          |
| Transmission                   |                                                       |
| Embrayage                      | Tri-disque carbone 140 mm                             |
| Type                           | Propulsion                                            |
| Boîte de vitesses              | Ricardo, six rapports avants + marche arrière         |
| Commandes                      | Palettes semi-automatiques sur le volant              |
| Différentiel                   | Autobloquant à glissement limité                      |
| Trains roulants                |                                                       |
| Suspensions                    | Double triangles superposés Poussoirs                 |
| Amortisseur avant              | ZF Sachs mono-combiné ressort-amortisseur             |
| Amortisseur arrière            | ZF Sachs deux combinés ressort-amortisseur            |
| Freins                         |                                                       |
| Disques                        | Carbone Industrie 270 x 28 mm ventilés carbone        |
| Étriers                        | 4 pistons Brembo                                      |
| Plaquettes                     | Carbone Industrie                                     |
| Roues                          |                                                       |
| Pneumatiques                   | Michelin FR 3.5 26-64 x 13 Michelin FR 3.5 32-66 x 13 |
| Jantes                         | OZ Racing magnésium monobloc 13"                      |
| Dimensions, poids et capacités |                                                       |
| Empattement                    | 3 125 mm                                              |
| Voie avant Voie arrière        | 1 630 mm 1 529 mm                                     |
| SCx                            | 3,5                                                   |
| Réservoir de carburant         | 110 litres                                            |
| Poids à vide                   | 613 kg                                                |

## Palmarès
| Saison                     | Championnat des pilotes | Championnat des pilotes   | Championnat des pilotes    | Championnat par équipe     |
| Saison                     | Pilote                  | Voiture                   | Écurie                     | Championnat par équipe     |
| World Series by Nissan     | World Series by Nissan  | World Series by Nissan    | World Series by Nissan     | World Series by Nissan     |
| -------------------------- | ----------------------- | ------------------------- | -------------------------- | -------------------------- |
| 1998                       | Marc Gené               | Dallara Nissan            | Campos Motorsport          | Campos Motorsport          |
| 1999                       | Fernando Alonso         | Dallara Nissan            | Campos Motorsport          | Campos Motorsport          |
| 2000                       | Antonio García          | Dallara Nissan            | Campos Motorsport          | Campos Motorsport          |
| 2001                       | Franck Montagny         | Dallara Nissan            | Epsilon by Graff           | Vergani Racing             |
| 2002                       | Ricardo Zonta           | Dallara Nissan            | Gabord Competición         | Racing Engineering         |
| 2003                       | Franck Montagny         | Dallara Nissan            | Gabord Competición         | Gabord Competición         |
| 2004                       | Heikki Kovalainen       | Dallara Nissan            | Pons Racing                | Pons Racing                |
| Formula Renault 3.5 Series |                         |                           |                            |                            |
| 2005                       | Robert Kubica           | Dallara T05 Renault       | Epsilon Euskadi            | Epsilon Euskadi            |
| 2006                       | Alx Danielsson          | Dallara T05 Renault       | Comtec Racing              | Interwetten Racing         |
| 2007                       | Alvaro Parente          | Dallara T05 Renault       | Tech 1 Racing              | Tech 1 Racing              |
| 2008                       | Giedo Van der Garde     | Dallara T08 Renault       | P1 Motorsport              | Tech 1 Racing              |
| 2009                       | Bertrand Baguette       | Dallara T08 Renault       | International Draco Racing | International Draco Racing |
| 2010                       | Mikhail Aleshin         | Dallara T08 Renault       | Carlin                     | Tech 1 Racing              |
| 2011                       | Robert Wickens          | Dallara T08 Renault       | Carlin                     | Carlin                     |
| 2012                       | Robin Frijns            | Dallara T12 Zytek/Renault | Fortec Motorsport          | Tech 1 Racing              |
| 2013                       | Kevin Magnussen         | Dallara T12 Zytek/Renault | DAMS                       | DAMS                       |
| 2014                       | Carlos Sainz Jr.        | Dallara T12 Zytek/Renault | DAMS                       | DAMS                       |
| 2015                       | Oliver Rowland          | Dallara T12 Zytek/Renault | Fortec Motorsport          | Fortec Motorsport          |
| Formule V8 3.5             |                         |                           |                            |                            |
| 2016                       | Tom Dillmann            | Dallara T12 Zytek         | AV Formula                 | Arden Motorsport           |
| 2017                       | Pietro Fittipaldi       | Dallara T12 Zytek         | Lotus                      | Lotus                      |